# مايكل هامرز

## الحياة
مايكل هامرز (بالألمانية: Michael Hammers) فنان ومصمّم ألماني، ولد في آخن بألمانيا عام 1965.
بعد اجتيازه لامتحانات كايسر كرل جيمنازيم في آشن بألمانيا في عام 1984، بدأ مايكل هامرز مستقبله المهني كحداد. ولقد عمل في عدة ورش قبل أن يصبح مساعدا للنحات باول نيجل في كولون منذ عام 1989.
في عام 1992 اجتاز امتحاناته ونال شهادة الماجستير كمحترف ومصمم للحديد وتم تكريمه في غرفة الحرف في آخن عام 1994، ثم قام هو والمعماري جوناس نيجل بتأسيس ويركشتات نيجل – هامرز.
في عام 1997 بدأ هامر بتلقي التدريب الغنائي الكلاسيكي، وقدم الأناشيد والمقطوعات كمغني فرد في ألمانيا والدول الأوروبية المحيطة. قام بالغناء في عدد من المناسبات الدينية ومن أهمها يوريل «كرييشن» بواسطة جزيف هايدن قبل أن يكرس نفسه للأعمال الفنية في عام 2004.
وفي 2005 بدأ بالعمل الفني الحر أما في 2007 فإن ويركشتات نيجل – هامرز أصبحت «استيديوهات مايكل هامرز جي إي بي إتش» مع مقدمة تحمل علامة تجارية وهي «مايكل هامرز الفنية» مايكل هامرز آرت مان شيب
تقع أعظم اهتمامات مايكل هامرز في رؤيته للابداعات المعاصرة والمقبولة الذي كان جوهر كل فناني أوروبا في ميونيخ، برلين وانفصال فيينا في القرن التسع عشر.
بسبب أسلوبه العالي من وجود المشاريع المقدر في الولايات المتحدة، وأوروبا، قام هامرز بوعي بكسر الهيكل المتسلسل الهرمي الذي أوجدته طرق التدريب القديمة وتجاوز الحواجز الثقافية والحرفية. أخذ هذا الأسلوب لكي يبدأ في آسيا ليكتشف مشروع الحائط الكريستالي – مركز التجارة العالمي، بكين.
وكمحاضر، لبّى الدعوات وألقى محاضراته في المعاهد العالمية والأكاديمية والكونغرس وعلى سبيل المثال ففي عام 2008 لبى دعوة المعهد الأمريكي للهندسة المعمارية وحملة ستيريا للصناعات الإبداعية.
وبالنظر إلى إنجازاته الخاصة في فهم الثقافات المتداخلة فلقد تم استدعاء مايكل هامرز بواسطة الجمعية الألمانية العامة لتطوير الاقتصاد والتجارة الدولية في عام 2008 ليكون عضوا في الإدارة الفدرالية وليعين سيناتور.
كما قام مايكل هامرز بإلقاء عدة محاضرات في الاستديوهات كمحاضر شرف في جامعة العلوم التطبيقية في كولون في استخدام مواد البناء والحفاظ التاريخي.
كانت المواد التي يستخدمها هامرز هي الحجارة والخشب والزجاج والنور والالوان.
في بداية 2005، بدأ يجذب الأنظار إلى العمل البصري السمعي حيث أصدر فيلمه الفريد «فروم ذا إنفينيتي أوف ذا كوزموس» هوماج ماريا كالات وتم عرضع في أوبرا ميتروبوليتان، نيويورك في عام 2007.

## الأعمال
- 1996 الأعمال المتشابكة في المدخل الجنوبي لكاثدرائية كولون، والتي صممها باول نيجل، كولون، ألمانيا
- 1996 صليب جلوغوثا، والتي صممها باول نيجل كنيسة المذبح المقدس في القدس، فلسطين
- 2000 صليب ألفية الضوء، صممه ستيفاني ريسي، روما، إيطاليا
- 2001 أوكتاهيدرون الكريستالي المعهد الجيمولوجي الأمريكي، سان دييغو، الولايات المتحدة الأمريكية
- 2002 أضواء الشمال، عالم سواروفسكي الكريستالي، واترن، النمسا
- 2004 نجمة سوارفسكي، شجرة ميلاد مركز روكفيلر، نيويورك، الولايات المتحدة الأمريكية
- 2005 الرحلة، قصر سواروفسكي الكريستالي والذي صممه يفيس بيهار الولايات المتحدة الأمريكية
- 2005 جوي، نافور الكريستال، وتوب أوف ذا روك، مركز روكفيلير، نيويورك، الولايات المتحدة الأمريكية
- 2005 رأديانس، جيدو الكريستالي، توب أوف ذا روك، مركز روكفيلير، نيويورك، الولايات المتحدة الأمريكية
- 2006 جولد واند، بيت موزارت، سالذبرغ، النمسا
- 2006 أسوارفسكي جاليري، وتوب أوف ذا روك، مركز روكفيلير، نيويورك، الولايات المتحدة الأمريكية
- 2007 الكون المطلق (انفينيتي أوف كوزموس) فيلم أفانت غراد حياة وممات ماريا كالاي، بيت الأوبرا ميتربويتان، نيويورك، الولايات المتحدة الأمريكية
- 2008 النافورة الكهربائية، صممها نوبل وويبستر، وتوب أوف ذا روك، مركز روكفيلير، نيويورك، الولايات المتحدة الأمريكية
- 2008 بدون عنوان، بالتعاون مع كاي الثوف، فانكوفر غاليري، كندا
- 2009 الحائط الكريستالي، المركز المالي العالمي، بكين، بي آر سي

- النافورة الكهربائية، ساحة روكفيلر، نيويورك

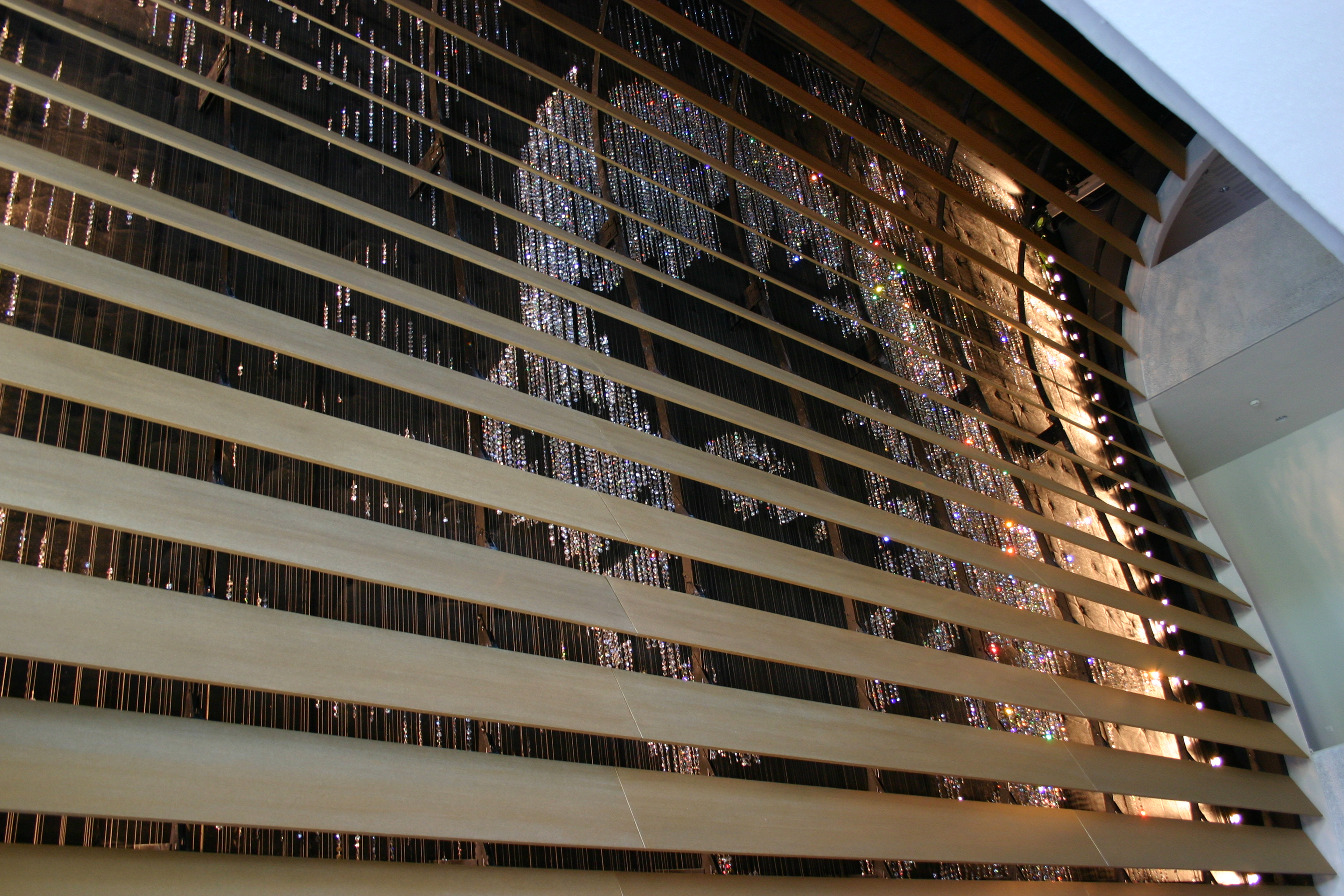
الحائط الذهبي في قاعة المهرجان، سالزبورغ، النمسا
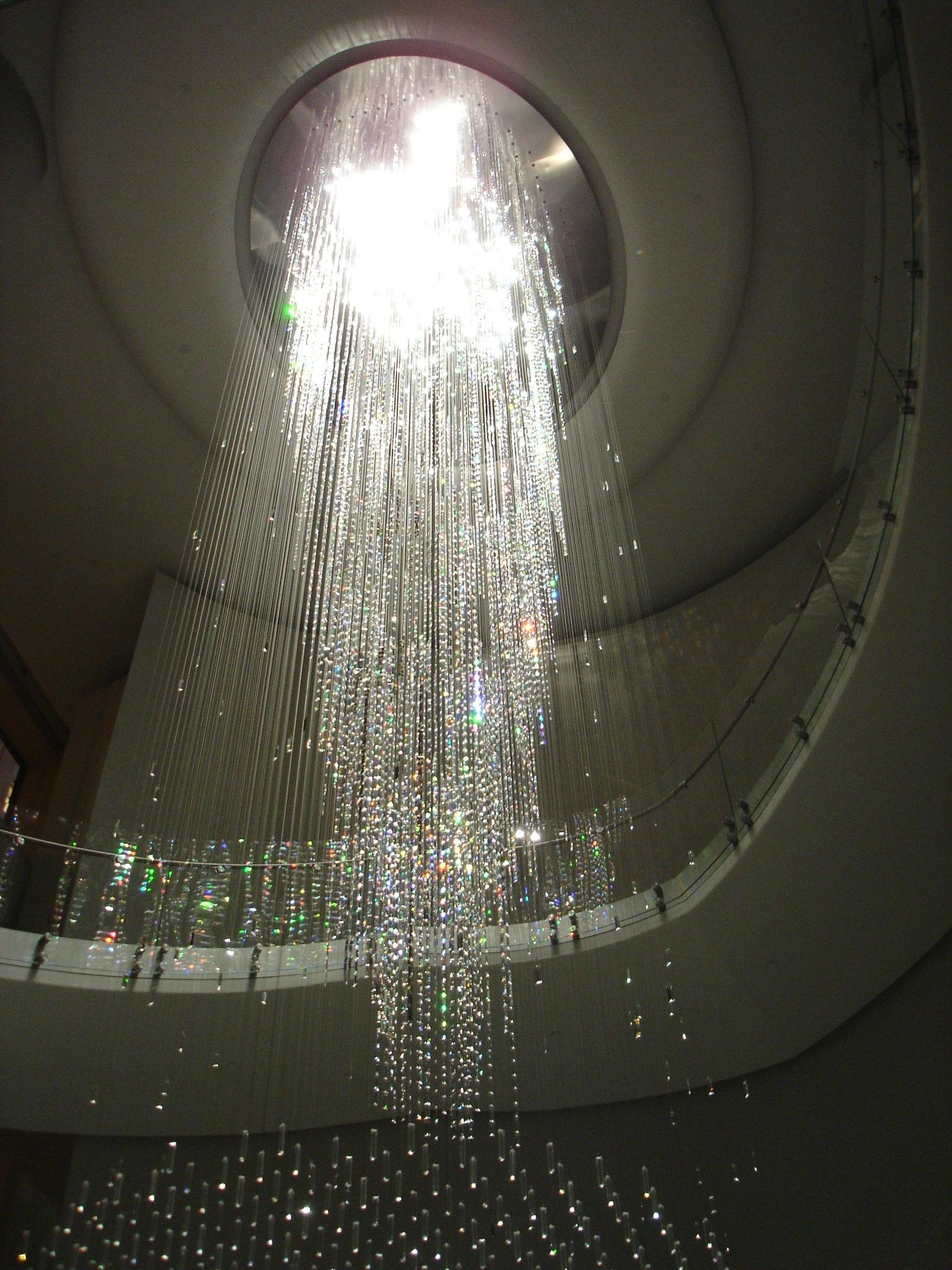
جويي، الشلال الكريستالي، مركز روكفيلر
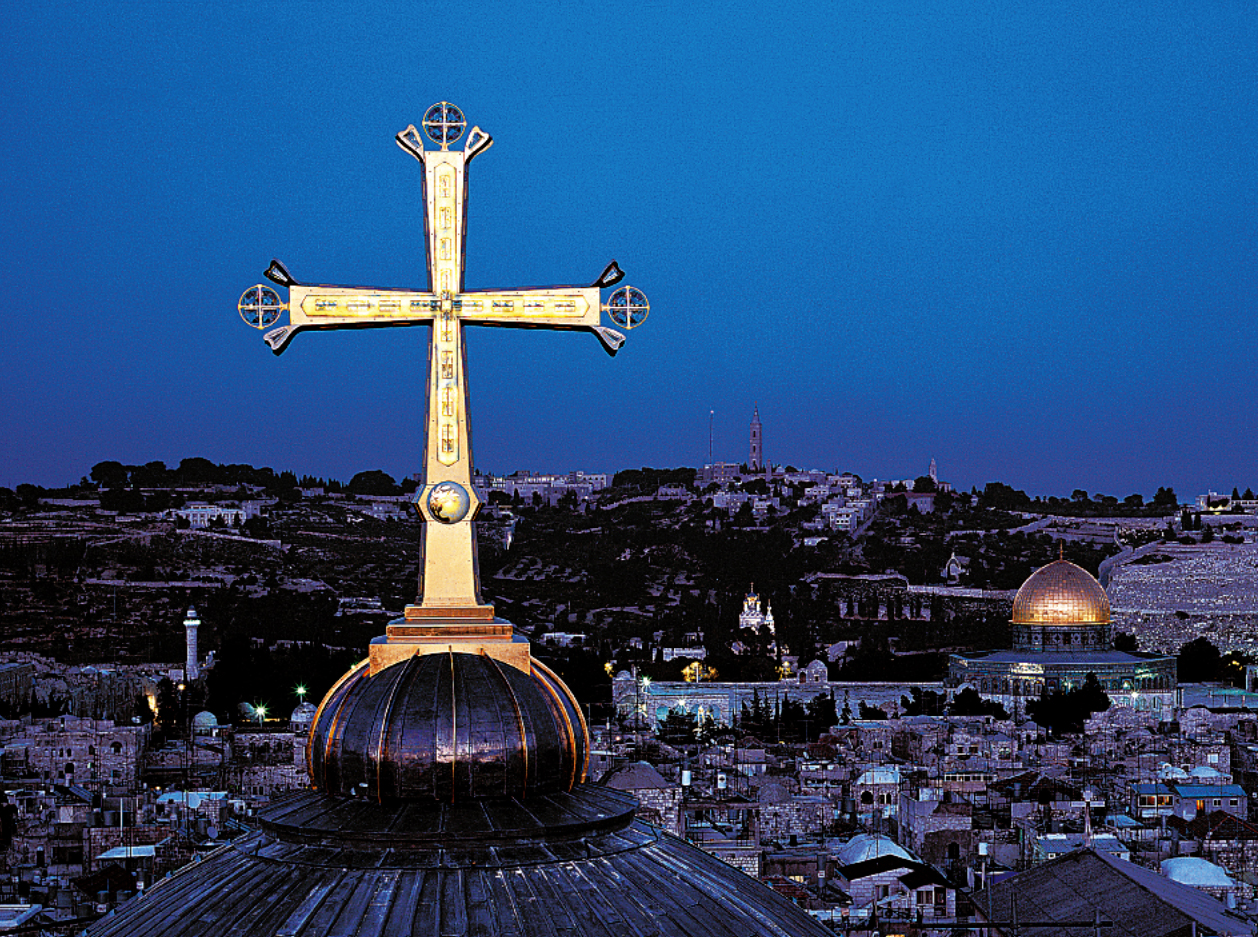
Golgotha Crucifix, Church of the Holy Sepulcher in Jerusalem
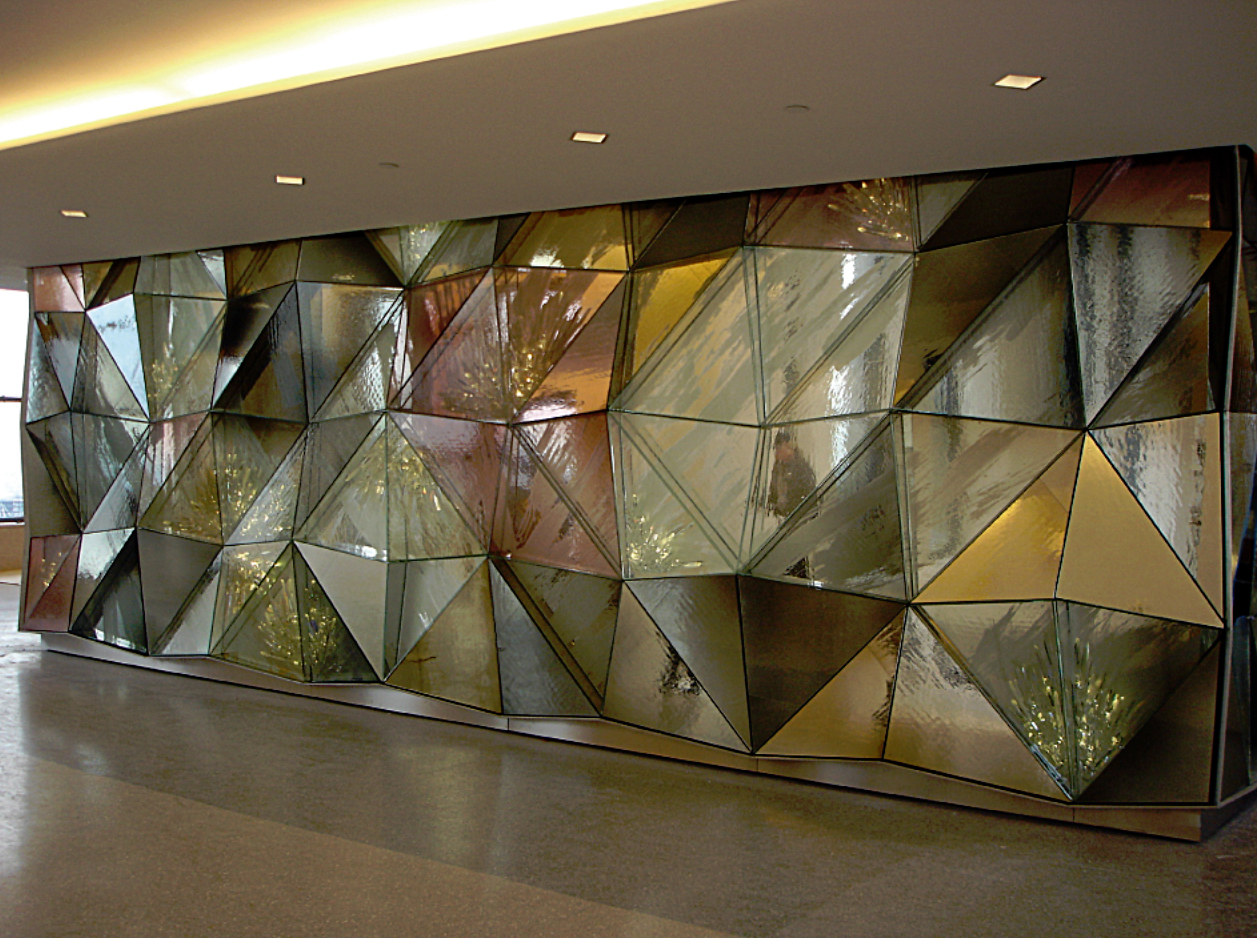
جيودي، الحائط الكريستالي، مركز روكفيلر
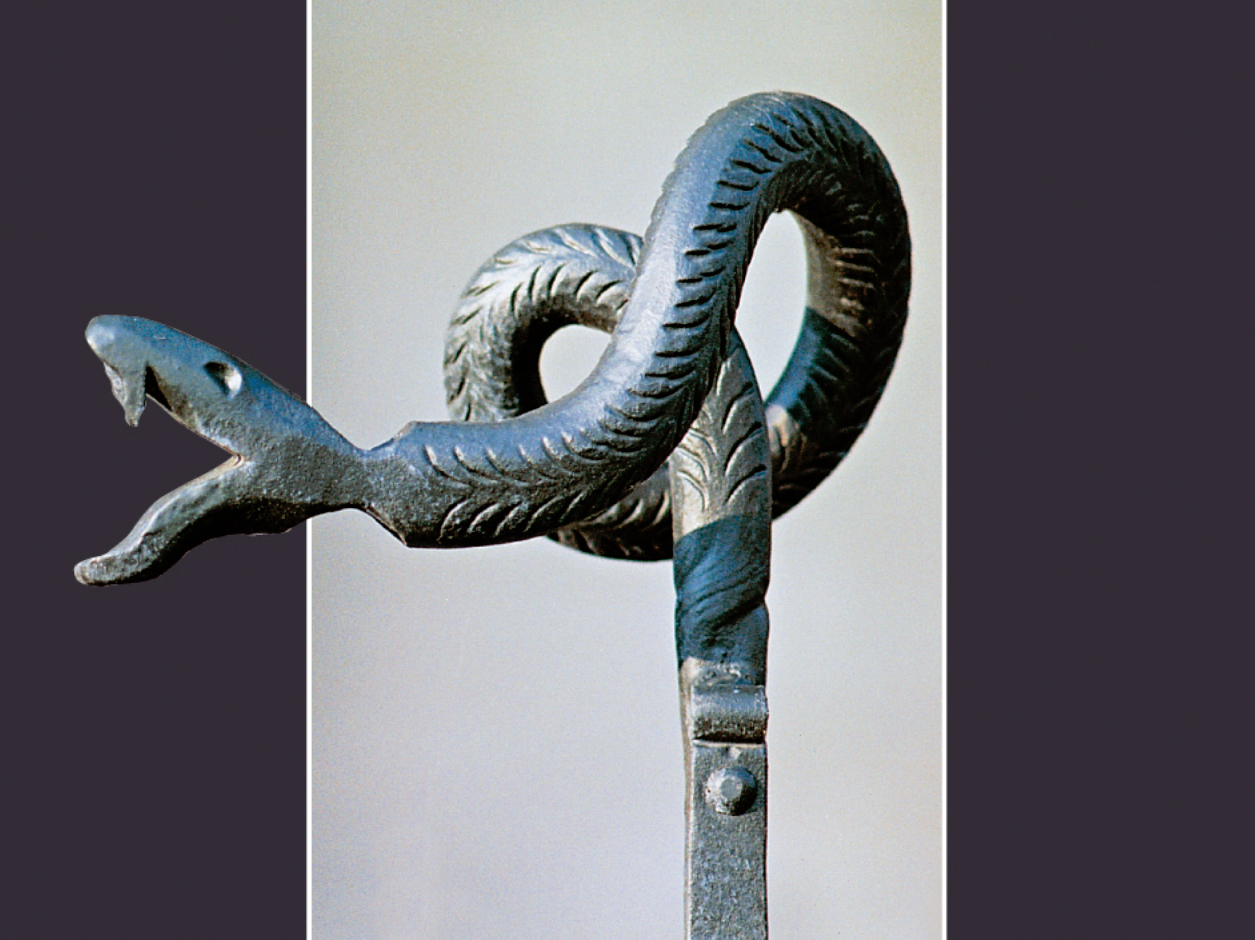
"غيترفيرك"، أعمال شبكية في كاتدرائية كولونيا